# Gotfryd Lengnich
Gotfryd Bogumil Lengnich (niem. Gottfried Lengnich), krypt.: G. L. (ur. 4 grudnia 1689 w Gdańsku, zm. 28 kwietnia 1774 tamże) – gdański historyk, prawnik i syndyk miejski. Luteranin.

## Życiorys

### 1689-1718
Urodził się 4 grudnia 1689. Jego ojcem był Wincenty, kupiec gdański, i Katarzyna z domu Möllers. Uczył się w szkole mariackiej (parafialnej, do roku 1707), a już w wieku 13 lat został wysłany do Gniewu na naukę języka polskiego. Do roku 1710 studiował w Gimnazjum Akademickim w Gdańsku, a następnie (od 1710) na uniwersytecie w Halle, gdzie w 1713 uzyskał doktorat z prawa, studiując jednocześnie historię i wymowę oraz włączył się w wydawanie miesięcznika „Hällische Bibliothek”.

### 1718-1728
Po powrocie do Gdańska (powodem było nieuzyskanie katedry prawa na uniwersytecie hallskim), zajął się pracą nauczycielską, a wkrótce podjął badania (w oparciu o archiwum gdańskie), nad historią oraz prawem Królestwa Polskiego, Prus Królewskich i Gdańska. W latach 1718–1719 wydawał w Gdańsku pierwsze na ziemiach polskich czasopismo historyczne „Polnische Bibliothek”, w którym zamieszczał głównie własne rozprawy naukowe. Był współzałożycielem (1720) gdańskiego towarzystwa naukowego Societas Litteraria cuius symbolum virtutis et scientiarum incrementa, najstarszego towarzystwa naukowego na ziemiach polskich, które istniało przez 7 lat (do roku 1727).
W 1721 Rada Gdańska zleciła mu opracowanie dalszego ciągu dzieła Caspra Schütza Historia Rerum Prussicarum, udostępniając zarazem archiwa Gdańska i wyznaczając stałą pensję. Opracował on okres 1526-1733 i wydał je w 9 tomach pod tytułem Geschichte der Preussischen Lande Königlich-Polnischen Antheils.

### 1729-1749
W roku 1729 objął stanowisko profesora retoryki i poezji w Gdańskim Gimnazjum Akademickim, a w 1749 katedrę prawa i historii. W czasie oblężenia Gdańska, w roku 1733 poznał wojewodę mazowieckiego Stanisława Poniatowskiego, który zaangażował go jako nauczyciela historii (od roku 1737) dla swoich synów – w tym przyszłego króla Stanisława Augusta. W tym samym roku (1733) poślubił Eufrozynę Florentynę Fischer (1° voto: Hoheisel), z którą doczekał się 2 córek. Dla swoich uczniów opracował podręcznik historii Polski, który wydał w roku 1740 pt. Historia Polona a Lecho ad Augusti II mortem. W czasie bezkrólewia był zwolennikiem Stanisława Leszczyńskiego, ale później szybko odzyskał łaskę Augusta III, który mianował go w roku 1740 królewskim radcą legacyjnym. W roku 1748 objął stanowisko inspektora w Gimnazjum Gdańskim.
W roku 1737 został członkiem Akademii Nauk w Petersburgu.

### 1750-1774
Od roku 1750 syndyk Gdańska. Czynnie angażował się w obronę praw dysydentów, a w 1767 uczestniczył w zjeździe dysydentów w Toruniu, gdzie ułozył tekst aktu konfederacji.
Zdecydowanie forsował tezę o autonomii Prus Królewskich w stosunku do Rzeczypospolitej; wystąpił przeciw przyłączeniu Gdańska do konfederacji barskiej; nie spełnił też prośby Stanisława Augusta, aby opracować memoriał odpierający pretensje Fryderyka II do Prus Królewskich.
Największym dziełem historyka była 9-tomowa „Historia Prus Królewskich”. Duże uznanie przyniosły mu rozprawy prawnicze, zwłaszcza pionierska, pisana z inspiracji bpa A. S. Załuskiego „Ius publicum Regni Poloniae” („Prawo publiczne Królestwa Polskiego”, wyd. I 1742). Napisał także „Ius publicum civitatis Gedanensis” („Prawo publiczne Gdańska”). Opracował również rękopisy Galla Anonima „Kronika polska”, a także Kroniki Wincentego Kadłubka.
Zmarł 28 kwietnia 1774 (lub według innych źródeł: 28 grudnia) w Gdańsku.

## Uhonorowanie
Od 1929 jest patronem ulicy w Gdańsku-Wrzeszczu. W listopadzie 2011 został patronem tramwaju Pesa Swing 120NaG SWING Gdańskich Autobusów i Tramwajów o numerze bocznym 1032. Jest patronem dzwonu ais2 carillonu Ratusza Głównego Miasta w Gdańsku.

## Twórczość

### Ważniejsze dzieła
- De patria S. Aurelli Prudentii Clementis coniecturae, Halle 1713 (wydano pod krypt.: G. L.; mylnie przypisywano M. H. Gundlingowi)
- Nachrichten und Urtheile von den lateinischen aucroribus classics und ihren noch vorhandenen Schriften, Halle 1713 (według Estreichera przypisywano je mylnie P. K. Hopffnerowi)
- Praefatio de vita et scriptis Guillelmi Turcki, wyd. w: W. Turcki: Specimen historiae sacrae, Halle 1718
- Dissertatio de origine et progressu poenae adulterum apud Romanos, Halle 1720; następne wyd. Halle 1740
- Dissertatio de Prussorum comitiis, Gdańsk 1720
- Geschichte der preußischen Lande Königlich-Polnischen Antheils... (Dzieje Prus Królewskich) t. 1-9, Gdańsk (1722)-1755
  - t. 1: ... seit dem Jahre 1526 bis auf den Todt Königes Sigismundi I..., Gdańsk (1722)
  - t. 2: ... unter der Regierung Sigismundi Augusti..., Gdańsk 1723
  - t. 3: ... seit dem Ableben Sigismundi Augusti, bis auf den Todt Königes Stephani, der zu Ende des Jahrs 1586 eingefallen..., Gdańsk 1724
  - t. 4: ... die sich seit dem Ableben Königes Stephani, unter der Regierung Sigismundi III bis ins Jahr 1605 zugetragen..., Gdańsk 1726
  - t. 5: ... seit dem Jahr 1606 bis auf das Ableben Königes Sigismundi III..., Gdańsk 1727
  - t. 6: ... unter der Regierung Vladislai IV..., Gdańsk 1729
  - t. 7: ... unter der Regierung Johannis Casimiri..., Gdańsk 1734
  - t. 8: ... unter der Regierung der Könige Michaels und Johann des Dritten vornehmlich aus ungedruckten Nachrichten..., Gdańsk 1748
  - t. 9: ... unter dem Könige August dem Zweiten vornehmlich aus ungedruckten Nachrichten..., Gdańsk 1755; także z kartą tytułową: Geschichte des Königreichs Polen unter dem Könige August den Zweiten, Gdańsk 1755

Do każdego tomu dołączone były dokumenty akt pruskich opatrzone odrębną paginacją.
- Wszystkie tomy poprzedzone przedmową, w niektórych ponadto ujęto rozprawy, także opatrzone odrębną paginacją:
  - w t. 1: Vorläufige Abhandlung von der Preuss. Regiments-Verfassung unter den Königlich-Polnischen Regierung nach den Grund-Besetzen, przekł. łaciński (1722)
  - w t. 2: Bescheidene Untersuchung des Königlich Dekretes so auf dem Reichs-Tage zu Lublin A. 1569, wieder die Preussischen Stände, wegen Besuchung der Reichs-Tage, und des Sitzens im Polnischen Senat und in der Land-Boten-Stube, abgesprochen worden
  - w t. 3: Kurtze Abhandlung von des Stanislai Karnkovii Schrifft De Jure Provinciali Terrarum Majorumq. Civitatum Prussiae
  - w t. 4: Nachricht von der Religons-Aenderung in Preussen
  - w t. 5: Heutiger Zustand der Preussischen Regiments-Verfassung, przekł. łaciński (1728)
  - w t. 6: Von dem Preussischen Landes-Rath, und denen Landes-Beamten
  - w t. 9: Fortsetzung der Preussischen Landes-Räthe und Schatzmeister seit dem Ableben Königes Vladislaus des vierten bis auf den Todt Augusts des zweiten.
- Dissertatio de muneris Thesaurarii in Prussia Occidentali antiquitate iuribus et praerogativis, Gdańsk 1722
- De incrementis studiorum per Polonos et Prussos autoritate ordinis philosophorum publice dissererit, Lipsk 1723
- Der Pilgrim auf Erden und Bürger im Himmel bei der Leichenbestattung Herrn Simon Christ. von Schrödern... welcher auf der Reise nach dem Embses Bade den 29 Mai 1723 zu Freyenwalde an der Oder seine Lebensreise beendiget, brak miejsca i roku wydania (wydano pod nazwiskiem: Ch. Tille)
- Disertatio de unionis qua Poloniae jungitur Prussia indole, Gdańsk 1727
- Programma quo ad lectiones suas audiendas Athenaei cives invitit, Gdański 1729
- Programma ad audiendam orationem saecularem in memoriam Augustanae confessionis ante ducentos annos Carolo Caesare tradidat, brak miejsca wydania 1730 (porównaj pozycja następna)
- De Prussorum in Augustanam Confessionem meritis oratio saecularis, quam d. 6 Julii 1730 in auditorio Athenaei maximo habuit, Gdańsk brak roku wydania (porównaj pozycja poprzednia)
- De Polonorum Maioribus, Gdańsk (1732)
- Trauerrede auf Herrn David Schüllern, Accisrat in Leipzig und Agenten in Danzig, brak miejsca wydania 1732
- Augusti optimi regis Poloniae... quondam indulgentissimi d. 1 Februarii saluti publicae erepti memoriam urbis senatus d. 5 Martii in auditorio Athenaei maximo oratione celebrari jussit ad quam audiendam maecenates patronos fautores suo quemque ordine et loco debite decenterque colendos, qua par est reverentia cultu studio invitat simul cives Athenaei in communem luctum convocat (Gdańsk) 1733
- Augusti Secundi regis Poloniae... indulgentiam senatus iussu oratione celebravit, Gdańsk (1733), przekł. niemiecki (1733)
- Lengnich Godofredus (quod feliciter cedat) nuptias suas cum Euphrosina Florentina Fischer vidua civibus Athenaei nunciat, Gdańsk 1733
- Augusti Secundi laudatio, brak miejsca wydania (1733)
- Dissertatio de religionis christianae in Polonia initiis respondente N. F. Kautz, wyd. 2 Lipsk 1734
- De Polonorum confederationibus praeside Gottfredo Lengnich D. Eloqu. et Poes. G. P. D. 26 Maii 1735... disputabit Carol Ernestus Kettner Gedanensis, Gdańsk 1735; także Lipsk 1735 (dedykowany J. A. Załuskiemu, podpisany Lengnich; z dedykacji wynika, że jest to praca Lengnicha, nie Kettnera); przekł. niemiecki (1764)
- Pacta conventa Augusti III regis Poloniarum... commentario perpetuo illustrata, Lipsk 1736; wyd. następne rozszerzone Gdańsk 1763; fragm. z listem G. S. Lipińskiego do W. S. Starodobrskiego wydano pt. Compendium iurium dissidentibus in religione christiana in regno Poloniae annexisque provinciis inservientium ex Gratiani Severini Lipinski... ad Vincent. Constant. Starodobrski... epistola annis 1712, typis vulgata nec non ex... Comment. ad pacta conventa seren. reg. Pol. Augusti Tertii excerptum, brak miejsca i roku wydania; przekł. francuski (1741)
- Historia Polona a Lecho ad Augusti II mortem, Lipsk 1740 (od s. 345: De Polonorum Maioribus); wyd. następne rozszerzone Historia Polona a Lecho in annum 1748, Gdańsk 1750 w bibliotece internetowej Polona; przekł. polski fragm. (od śmierci Stefana Batorego do śmierci Augusta II) wyd. F. Bohomolec jako dokończenie Kroniki M. i J. Bielskich w: Zbiór dziejopisów polskich we 4 tomach zawarty t. 1, Warszawa 1764; przekład niem. (1741)
- Ius publicum Regni Poloni t. 1-2, Gdańsk 1742-1746; wyd. 2 Gdańsk 1765-1766; przekł. polski: M. Moszczeński: Prawo pospolite Królestwa Polskiego t. 1-2, Kraków 1761 – wyd. nowe, w poprawnym tłumaczeniu obydwa łacińskie połączające, za sprawą redakcji „Kwartalnika Naukowego” (A. Z. Helcla), Kraków 1836
- Programma ad exequias Samuelis Frid. Willenberg jurium doctoris, illorum et historiarum professoris publ. ordin. ac Athenaei inspectoris, Gdańsk 1748
- Historia Europae recentior ad finem anni 1748 in usum Athenaei Gedanensis breviter descripta, Gdańsk 1749 (księga 1 zamieroznego obszernego dzieła)
- Programma quo Athenaei cives ad lectiones suas die 13 et 16 Januarii inchoandas vocat et invitat, brak miejsca wydania 1749
- Ius publicum civitatis Gedanensis oder der Stadt Danzig Verfassung und Rechte, powst. w latach 1751–1760; z autografu Archiwum Miejskiego w Gdańsku wyd. O. Günther, Gdańsk 1900 „Quellen u. Darstellungen z. Geschichte Westpreussens” nr 1; przekł. polski dokonany pod kierunkiem W. Dutkiewicza, K. Bayera, F. M. Sobieszczańskiego: Urządzenie wewnętrzne i prawa miasta Gdańska; druk zapowiedziany w roku 1862 nakładem E. B. Rastawieckiego, nie ukazał się (zobacz: Estreicher II 1874, 575); rękopis około roku 1864 znajdował się w posiadaniu Sobieszczańskiego
- Ius publicum Prussiae Polonae, Gdańsk 1758; przekł. niemiecki (1760)
- Zulaga Gedanensium Civitati ab ordinibus asserta, Gdańsk 1761 (2 wydania); przekł. niemiecki współczesny (inform. Estreichera)
- Zulagae Gedanensis Civitati ab ordinibus assertae supplementum, Gdańsk 1761; przekł. niemiecki współczesny (inform. Estreichera)
- Status causae affectatam a perillustri et reverendissimo domino referendario regni in civitate Gedanensi comissionem concernens, Gdańsk 1761
- Des berüchtigten Banquerouters Gotthilf Wernick Aufführung gegen die Stadt Danzig, brak miejsca wydania 1761
- Tractatus protorii Gedanensis cum notis editi, Gdańsk 1762
- Von dem preussischen Adel angenommenes und den Städten abgelehntes polnische Tribunal, Gdańsk 1763; przekł. polski współczesny (inform. Estreichera)
- Civitatem Gedanensem decreto Tribunalitio Lublini nuper in se lato non teneri expositio, Gdańsk (1764)
- Maiorum Prussiae civitatum pro iuribus suis vigilantia interregno 1764, Gdańsk (1764); przekł. niemiecki (1764)
- Quaedam civitatis Gedanensis iura defensa interregno 1764, Gdańsk (1764); przekł. niemiecki (1764)
- Der Obrigkeiten in den preussischen Städten Befugnis Edelleute zu richten, Gdańsk 1764
- Ad Illustrissimi Antonii Ostrovscii regii ad excipiendum a Civitate Gedanensi solenne iusiurandum legati... coram Civitatis ordinibus habitum die 26 Junii 1765 sermonem, ejusdem Civitatis Syndici responsio, Gdańsk (1765); przedr. J. D. Janocki pt. Serenissimi ac potentissimi principis et domini Stanislai Augusti... w: Excerptum Polonicae litterature huius atque superioris aetatis t. 4, Wrocław 1766, s. 341–344
- Die Schicksale der polnischen Dissidenten von ihrem ersten Ursprunge an bis auf jetzige Zeit cz. 1-3, Hamburg 1768-1770; autorstwo domniemane; przypisuje mu Estreicher XXVII (1929) 199-200
- Des Syndicus der Stadt Danzig Gottfried Lengnich ius publicum civitatis Gedanensis oder der Stadt Danzig Verfassung und Rechte  published by O. Günther, Gdańsk 1900.

Ponadto w czasie pobytu w Halle napisał rozprawę, prawdopodobnie doktorską, pt. Iuris Romani et Germanici differentias.
Artykuły swe umieszczał także w czasopismach: „Hällische Bibliothek” (1713-1718), „Polnische Bibliothek” (1718-1719; tu m.in.: Erläuterung des preussischen Canonis: de nobis et in nos, nil sine nobis. 1719, s. 335).

### Prace edytorskie
- Vincentius Kadłubko et Martinus Gallus, scriptores historiae Polonae vetustissimi, cum duobus anonymis ex ms. (manuscripto) Bibliothecae Episcopalis Heilsbergensis editi, Gdańsk 1749 (wyd. z kopii rękopisu z roku 1426)
- K. Schütz: Rerum Prussicarum historia ex codice manu auctoris scripto edita, Gdańsk 1769 (inform. Estreichera).